# Gustave Buschmann
Pour les articles homonymes, voir Buschmann.
Gustave Buschmann, né à Anvers, le 26 janvier 1818 et mort dans la même ville le 14 juin 1852, est un peintre et un graveur belge, de l'école romantique, connu pour ses peintures d'histoire, ses scènes de genre et ses peintures religieuses.
Plusieurs de ses gravures sont conservées au Rijksmuseum Amsterdam et une toile au Musée de la ville de Cologne. 

## Biographie

### Famille
Gustave (François Gustave) Buschmann, né à Anvers le 26 janvier 1818, est le fils de Jean Guillaume Buschmann (1789-1846), négociant en cuir, natif de Saint-Vith, et de Marie Catherine Lucie Boch (1789-1885), née à Septfontaines, mariés le 24 juillet 1813 à Eich, ville de Luxembourg. Son frère aîné, Joseph Ernest Buschmann (1815-1853) est un illustrateur anversois renommé.

### Formation
Gustave Buschmann reçoit ses premières leçons de sa mère. Ensuite, il étudie avec Ignace van Regemorter, puis avec Ferdinand de Braekeleer et enfin à l’Académie royale des beaux-arts d’Anvers avec Mathieu-Ignace Van Brée. De 1831 à 1836, en compagnie de son frère il est étudiant au Collège de France à Paris. De retour à Anvers, il se consacre aux beaux-arts et à la littérature artistique.

### Carrière
Il commence à exposer au Salon de Bruxelles de 1839, puis à Cologne, à Liège, à Anvers, à Gand et à La Haye. Il voyage également et se rend en Allemagne (1844), aux Pays-Bas (1846), à Paris (1850), ville qu'il connaît déjà.
Gustave Buschmann obtient, grâce à La Translation d'une relique de sainte Catherine, commandée par le gouvernement pour orner l'église Sainte-Catherine de Sinay à Saint-Nicolas, une médaille de vermeil au Salon de Bruxelles de 1845.
Lorsqu'en 1852 son frère Joseph Ernest, professeur d'histoire à l'Académie d'Anvers, est empêché d'enseigner en raison de sa maladie de langueur, Gustave Buschmann le remplace. 
Gustave Buschmann meurt, célibataire, à l'âge de 34 ans, à Anvers le 14 juin 1852, huit mois avant son frère.

## Œuvre

### Caractéristiques

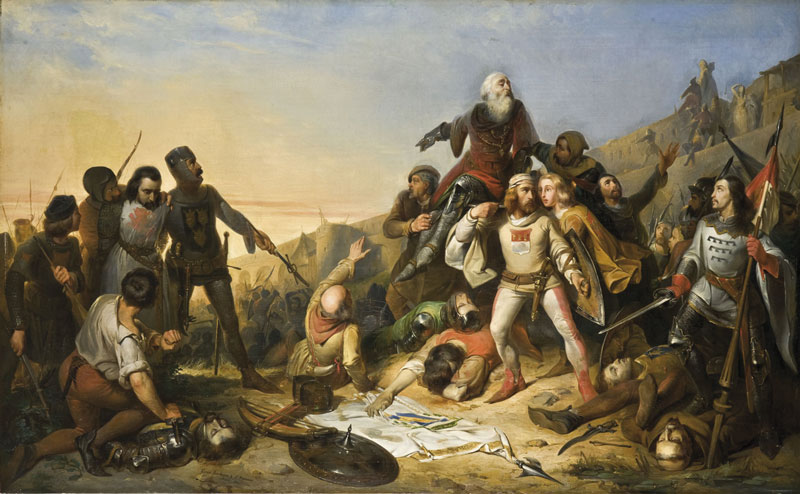
Bataille d'Ulrepforte en 1268 (en collaboration avec Édouard Jean Conrad Hamman), Anvers, 1841).

Son champ pictural, de style romantique couvre essentiellement les peintures d'histoire, les scènes de genre et les peintures religieuses. Il est également connu pour ses eaux-fortes rapidement et spirituellement enlevées, comme Croquades, neuf têtes à l'honneur.
Au Salon de Bruxelles de 1845, où Gustave Buschmann a pourtant obtenu une médaille de vermeil pour La Translation d'une relique de Sainte Catherine de la Palestine en Flandre par des chevaliers belges au commencement du XIIIe siècle, le critique Victor Joly est sévère et considère le peintre comme « un traînard de l'école romantique, resté empêtré en plein moyen-âge […], bien qu'il comprend l'époque féodale avec intelligence et distinction de manière qu'il traite avec une ordonnance savante et dramatique ».
Son œuvre inspirée d'Ivanhoé, intitulée Jugement de Rebecca par les Templiers, exposée au Salon de Bruxelles de 1848 connaît un succès mitigé car elle rappelle les vignettes anglaises, mais n'est pas sans mérite et les tons sont harmonieux.
Adolphe Siret cite également comme tableaux de Gustave Buschmann : Bernard de Palissy et Henri III, L'Armurier dans son atelier, Front de bœuf, scène d'Ivanhoé, La Veillée des armes, Le Chevalier au donjon, Copie du portrait de Léopold Ier par Winterhalter et Descente des Normands près du Burght d'Anvers. Il est également l'auteur d'Impressions de voyage par un artiste anversois, après un voyage effectué en 1842 au grand-duché de Luxembourg, publié dans La Revue d'Anvers.

### Galerie de gravures conservées au Rijksmuseum

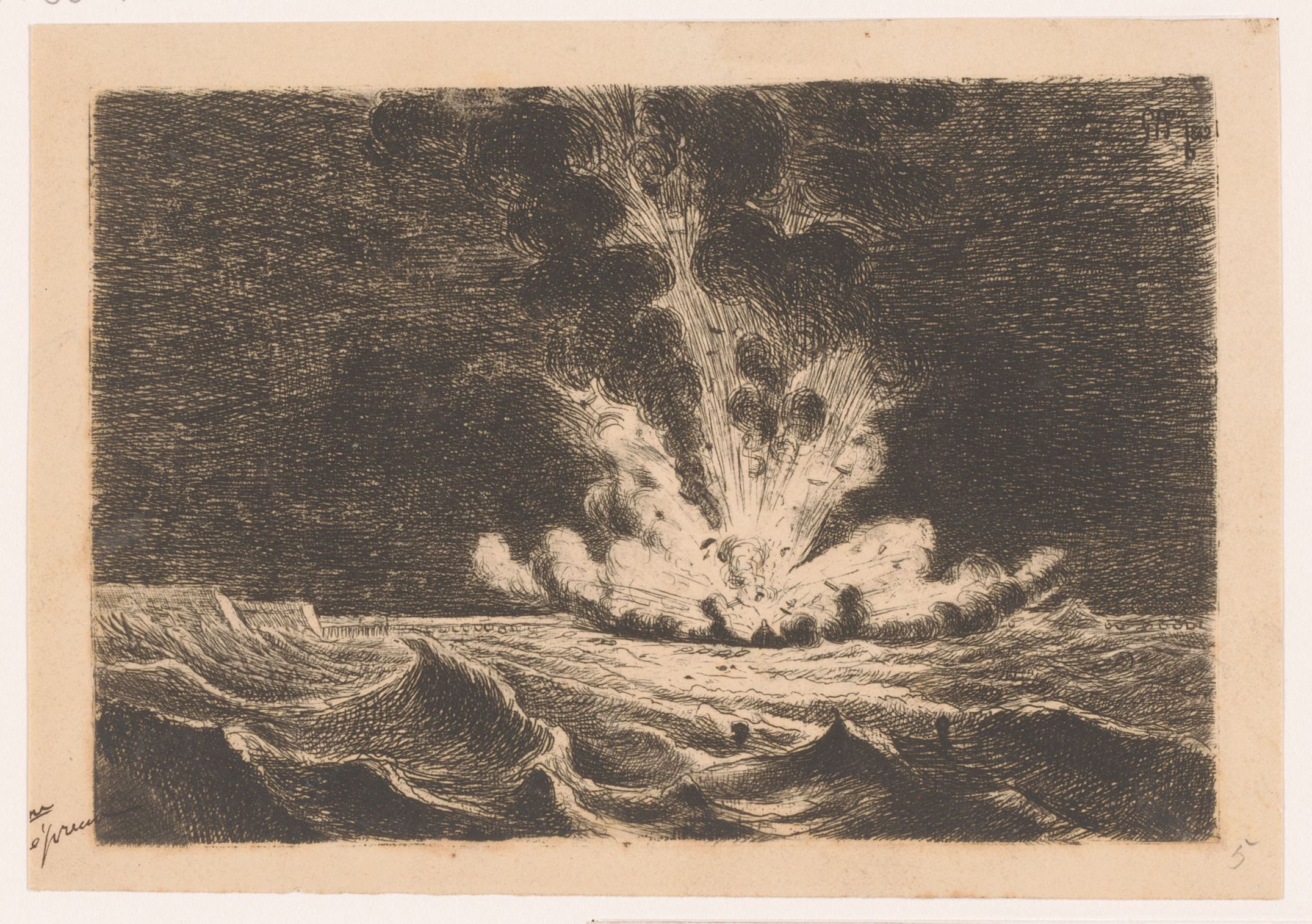
Épisode du siège d'Anvers de 1585 (1842).
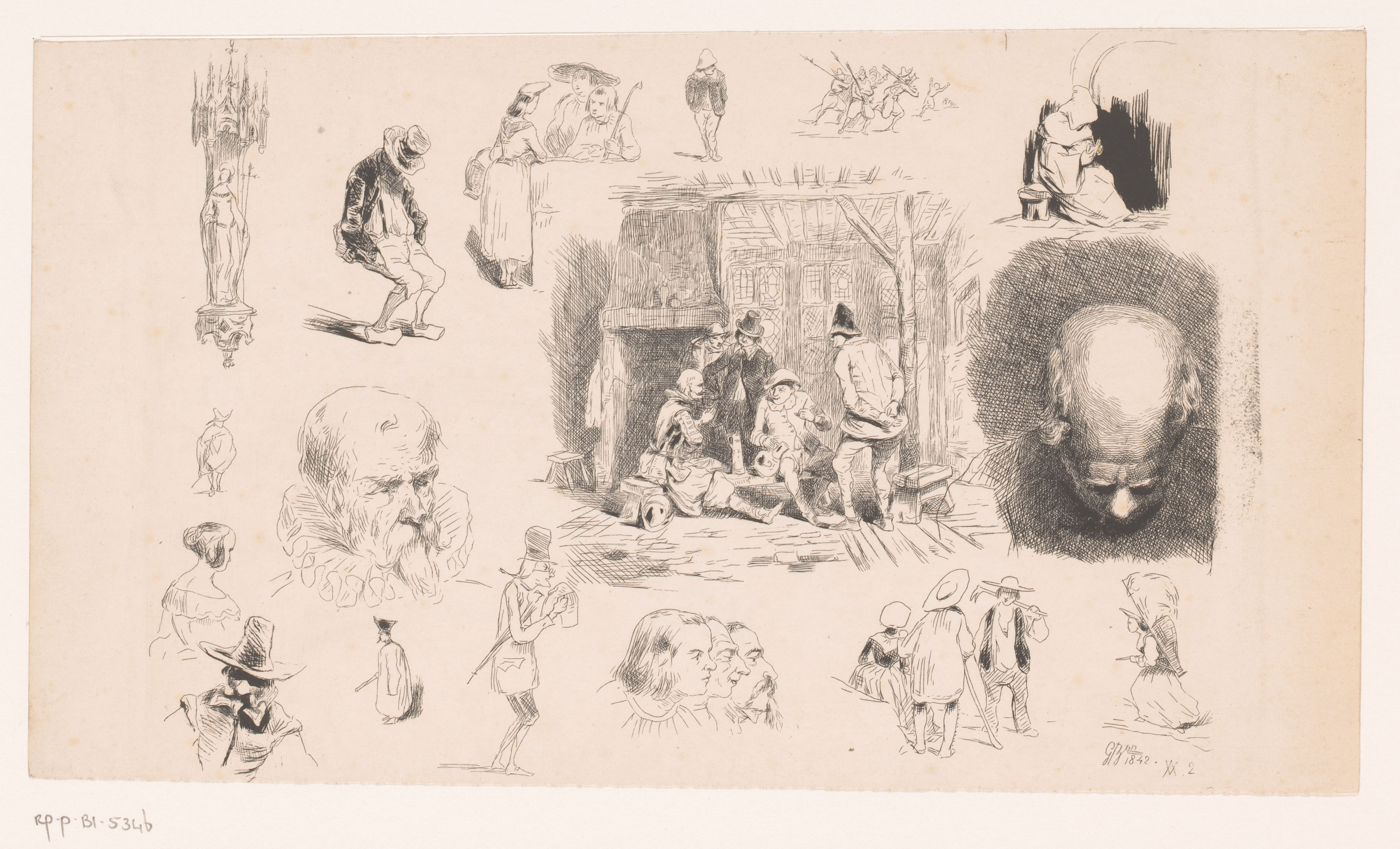
Études de figures, d'une statue mariale et d'un intérieur (1842).
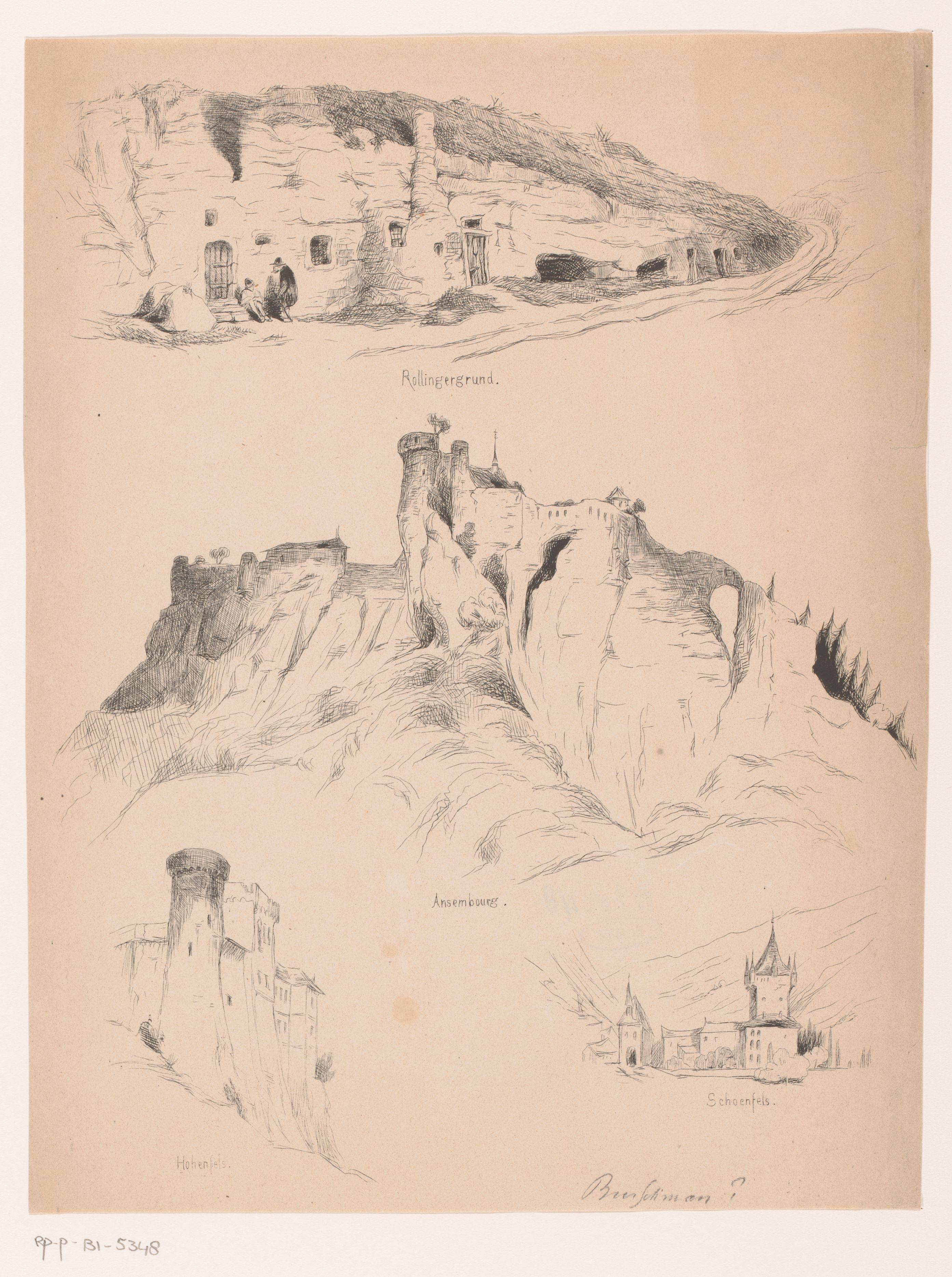
Vues du château de Rollingergrund, Ansembourg, Hohenfels et Schoenfels (1840).
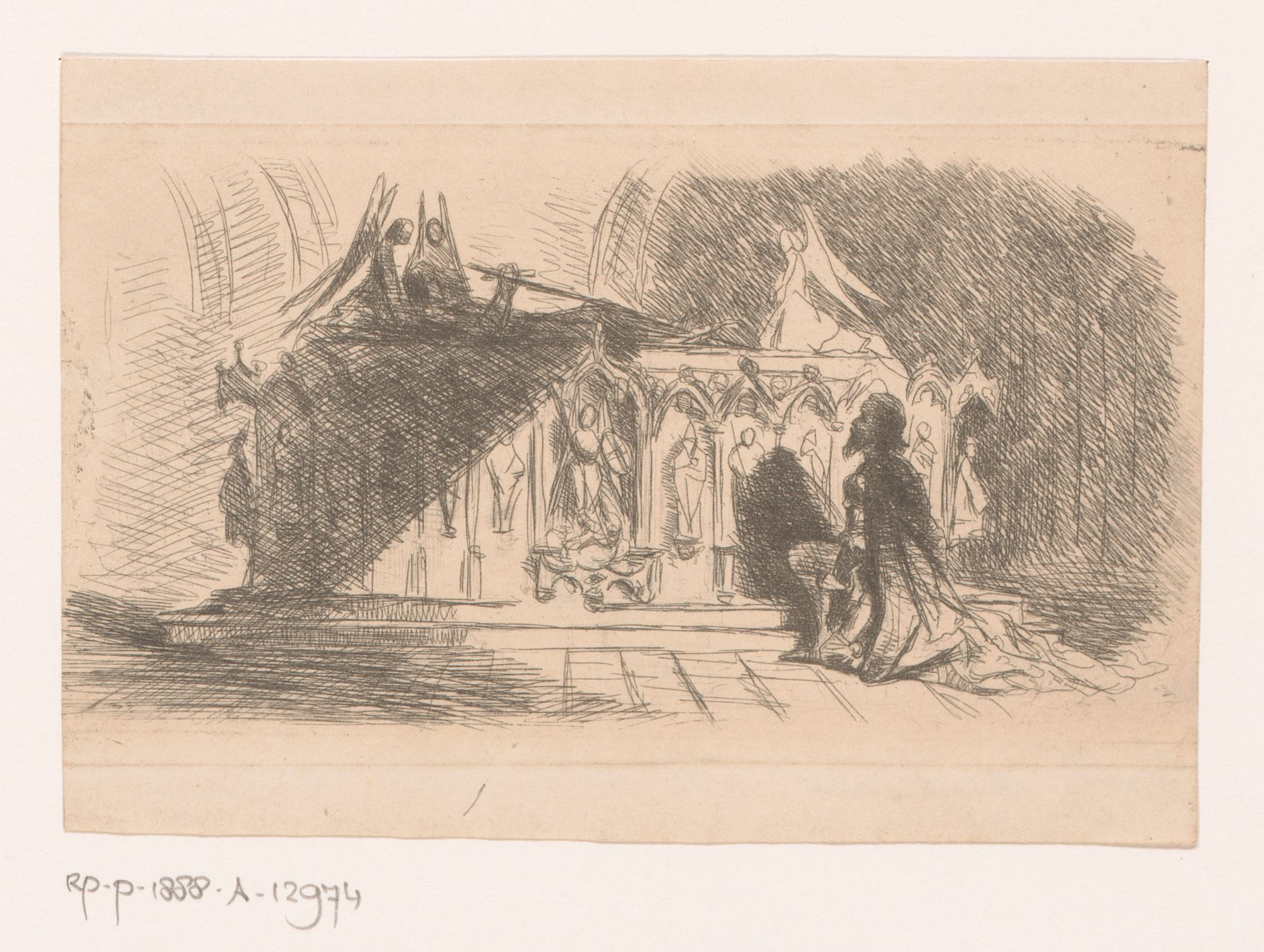
Homme priant devant un tombeau gothique (1840).

### Expositions

#### Belgique
- Salon de Bruxelles de 1839 : Édouard III, roi d'Angleterre, et son fils le prince de Galles, ayant vécu Philippe de Valois à Crécy en 1346, visitent le champ de bataille et reconnaissent parmi les morts le cadavre de Jean l'Aveugle, comte de Luxembourg et roi de Bohême, qui avait suivi la fortune du roi de France. Les vainqueurs s'attendrissent sur le sort de leur illustre et malheureux adversaire[8].
- Salon de Liège de 1842 : Escouade de soldats[2].
- Salon de Bruxelles de 1842 : Le récit du pèlerin, scène d'intérieur au XIVe siècle et Intérieur de cabaret au XVIIe siècle[9].
- Salon d'Anvers de 1843 : Le Ministre de Wakefield, renfermé malade dans une prison et entouré de sa famille, fait assembler autour de lui ses compagnons de captivité, et soutenu par l'aîné de ses fils, il exhorte les prisonniers à la vertu, en leur parlant du ciel et des compensations qu'il réserve aux malheureux de ce monde[10].
- Salon de Gand (XIX) de 1844 : Retour de la Palestine et Vue des bords de la Sarre (Prusse Rhénane)[11].
- Salon de Bruxelles de 1845 : La Translation d'une relique de Sainte Catherine de la Palestine en Flandre par des chevaliers belges au commencement du XIIIe siècle (médaille de vermeil)[12].
- Salon de Gand (XX) de 1847 : Une embuscade, Intérieur de corps de garde et Préparatifs pour le bal masqué[13].
- Salon de Bruxelles de 1848 : Jugement de Rebecca par les Templiers[14].

#### Pays-Bas
- Exposition des maîtres vivants de La Haye de 1843 : Le Récit du soldat et Un page[3].

#### Allemagne
- Exposition de Cologne de 1844 : Une école d'armes[3].

### Collections muséales
- Rijksmuseum Amsterdam : 17 eaux fortes et lithographies[15].
- Musée de la ville de Cologne : Bataille d'Ulrepforte en 1268 (en collaboration avec Édouard Jean Conrad Hamman, 1841).